# Cymenophlebia
Cymenophlebia – wymarły rodzaj owadów z rzędu Cnemidolestodea, obejmujący tylko jeden gatunek: Cymenophlebia carpentieri.
Rodzaj i gatunek opisał w 1919 roku Pierre Pruvost, umieszczając je w monotypowej rodzinie Cymenophlebiidae. W 1992 Frank Morton Carpenter przeniósł go do rodziny Epideigmatidae, którą Danił Aristow umieszczał w 2011 wśród świerszczokaraczanów. W 2014 Aristow przywrócił monotypową rodzinę Cymenophlebiidae klasyfikując ją w obrębie Cnemidolestodea. Skamieniałość tego taksonu odnaleziono we francuskim Lens. Pochodzi ona z westfalu (piętro górnego karbonu).
Owad ten miał przednie skrzydła posiadające płat kostalny i międzykrywkę. Ich ostro wklęsły sektor radialny brał początek w nasadowej ⅓ skrzydła, rozgałęział się za jego środkiem, swoimi końcówkami obejmował cały wierzchołek skrzydła, a na wysokości jego nasady pole kostalne było szersze od pola subkostalnego. W użyłkowaniu zaznaczały się także zakończona w połowie skrzydła żyłka postkubitalna oraz żyłka medialna o nasadzie zlanej z przednia żyłką kubitalną, rozwidlona przed środkiem skrzydła i z w pełni wykształconą gałęzią tylną.